# Pelecopsis aureipes
Espèce
Pelecopsis aureipes est une espèce d'araignées aranéomorphes de la famille des Linyphiidae.

## Distribution
Cette espèce est endémique du Maroc.

## Publication originale
- Denis, 1962 : Notes sur les érigonides. XXIV. Les Pelecopsis nord-africaines. Bulletin de la Société des Sciences Naturelles du Maroc, vol. 42, p. 279-291.